# Diocesi di Ales-Terralba

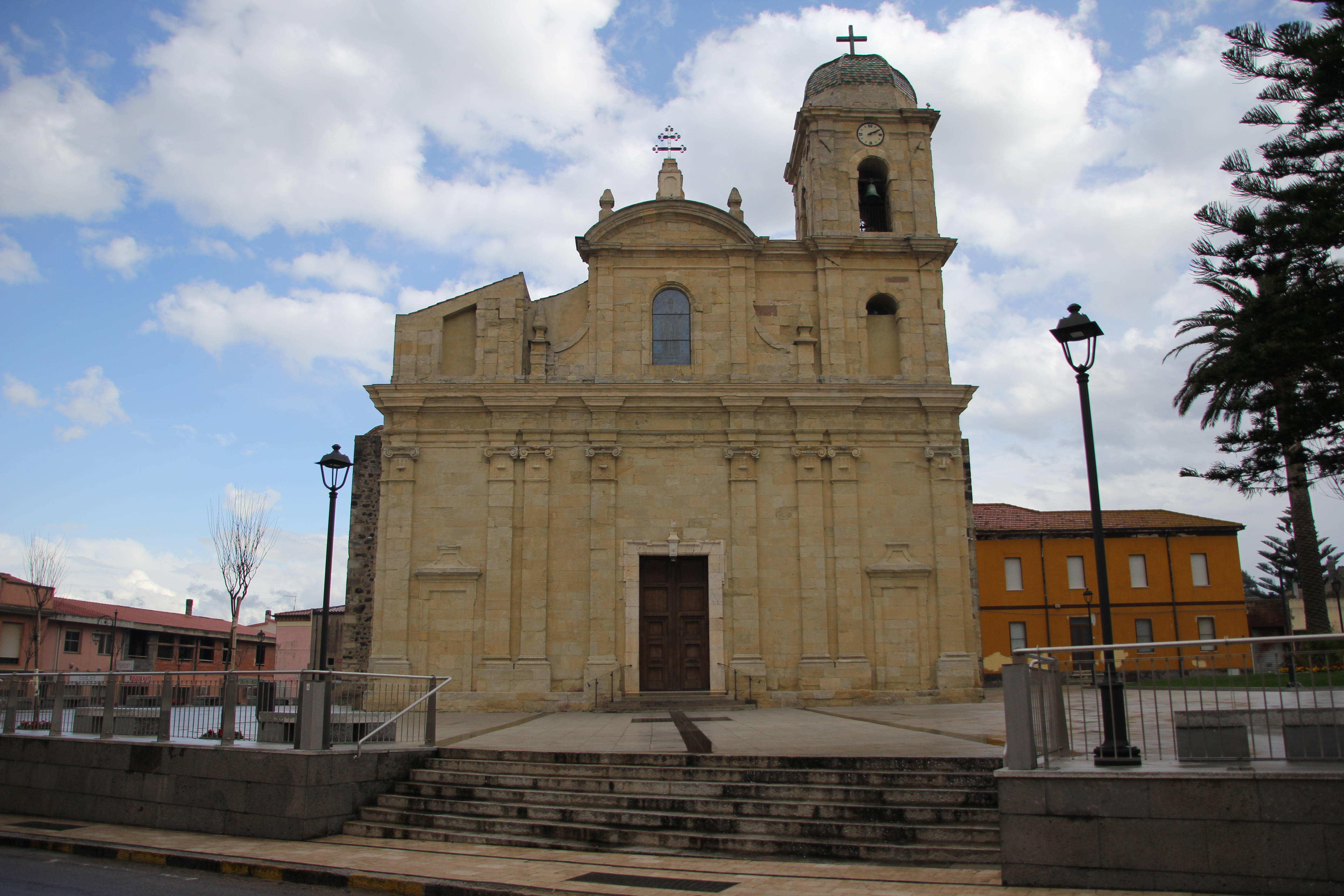
La Concattedrale di San Pietro di Terralba.

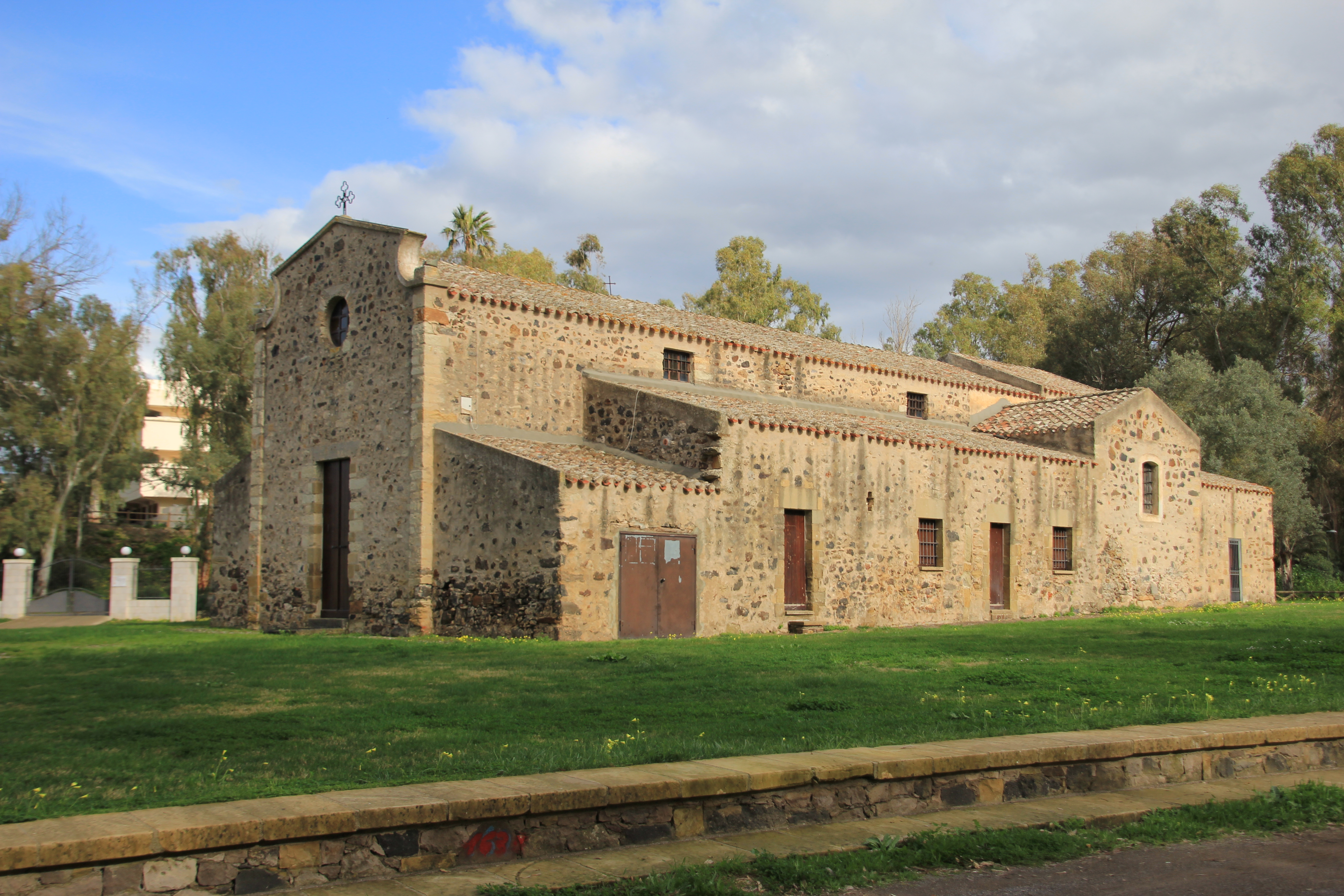
Il santuario di Santa Maria de Is Acquas.

La diocesi di Ales-Terralba (in latino Dioecesis Uxellensis-Terralbensis) è una sede della Chiesa cattolica in Italia suffraganea dell'arcidiocesi di Oristano appartenente alla regione ecclesiastica Sardegna. Nel 2022 contava 88 413 battezzati su 88 868 abitanti. È retta dal vescovo Roberto Carboni, O.F.M.Conv.

## Territorio
La diocesi si estende su 2 province della Sardegna:
- in provincia di Oristano comprende 21 comuni: Albagiara, Ales, Baradili, Baressa, Curcuris, Gonnoscodina, Gonnosnò, Gonnostramatza, Masullas, Mogoro, Morgongiori, Pau, Pompu, San Nicolò d'Arcidano, Simala, Sini, Siris, Terralba, Uras, Usellus e Villa Verde;
- in provincia del Sud Sardegna comprende 18 comuni: Arbus, Collinas, Genuri, Gonnosfanadiga, Guspini, Las Plassas, Lunamatrona, Pabillonis, Pauli Arbarei, San Gavino Monreale, Sardara, Setzu, Siddi, Tuili, Turri, Ussaramanna, Villacidro e Villanovaforru.

Sede vescovile è la città di Ales, dove si trova la cattedrale dei Santi Pietro e Paolo. A Terralba sorge la concattedrale di San Pietro. Il più importante santuario diocesano è quello di Santa Maria de Is Acquas (Madonna delle acque), nel comune di Sardara.
Il territorio si estende su 1495 km² ed è suddiviso in 57 parrocchie.

## Storia
L'odierna diocesi nasce dalla piena unione, stabilita nel 1986, di due antiche diocesi medievali, già unite aeque principaliter dal 1503: la diocesi di Ales, nota anche come diocesi di Uselli, e la diocesi di Terralba.

### Ales
Incerte sono le origini della diocesi di Usellus. La tradizionale storiografia locale attesta la sua esistenza già sul finire del VI secolo. Infatti in una lettera indirizzata da Gregorio Magno al metropolita di Cagliari, Ianuarius, sono menzionati tutti i vescovi dell'isola senza però riferimento alla sede di appartenenza; secondo alcuni studiosi locali uno di questi era vescovo di Usellus. Secondo altri storici invece queste ipotesi non hanno alcun fondamento.
La diocesi fu eretta (o ricostituita) nella seconda metà dell'XI secolo, in occasione della riorganizzazione della Chiesa sarda, attuata forse durante il pontificato di papa Alessandro II (1061-1073). La diocesi faceva parte del giudicato di Arborea ed era dunque suffraganea dell'arcidiocesi di Arborea. Il primo vescovo storicamente documentato tuttavia è solo del 1146; si tratta di Murrellu (o Pello), menzionato nel condaghe di Santa Maria di Bonarcado.
Non è nemmeno chiaro il perché della doppia titolatura di Ales o di Usellus: «allo stato attuale delle conoscenze risulta impossibile stabilire con un minimo di sicurezza in quale dei due centri risiedesse il vescovo». Nel 1182 è attestato per la prima volta il titolo di Ales, in un documento del vescovo Comita Pais; il titolo di Uselli è tuttavia ancora documentato nei secoli successivi.
L'antica cattedrale di Uselli era dedicata alle sante martiri Giusta, Giustina ed Enedina. In data imprecisata, in seguito alla distruzione di Uselli e al massacro dei suoi abitanti, la sede vescovile fu traslata ad Ales, dove fu eretta a cattedrale la chiesa di San Pietro. Secondo un'altra tradizione invece, «non sufficientemente attendibile, tra la fine del XV e gli inizi del XVI secolo Violante Carroz, feudataria delle terre facenti parte della diocesi, avrebbe fatto costruire la cattedrale di Ales, dove il vescovo si sarebbe trasferito dal vicino centro di Usellus».
La diocesi, in base alle Rationes decimarum del XIV secolo, comprendeva le parrocchie dei seguenti villaggi: Ales, Almos, Atzeni, Baradili, Baressa, Barumele, Cilixia, Curcuris, Escovedu (Iscopediu), Figu, Gesturi, Gonnosnò, Las Plassas, Lunamatrona, Ollastra (Albagiara), Pau, Pauli Arbarei, Setzu, Siddi, Sini, Tuili, Turri, Usellus, Ussaramanna, Ussarella, Villanovaforru, Villa Verde (Bannari) e Zeppara.
La cronotassi dei vescovi di Ales è molto irregolare fino alla prima metà del XIV secolo. Tra i vescovi meglio documentati c'è Giovanni di Vieri, che nel 1329 era stato eletto vescovo di Galtellì, ma fu rimosso da papa Giovanni XXII, che nel 1330 lo nominò vescovo di Ales; governò la diocesi fino al 1367; il suo episcopato è uno dei più lunghi di tutta la Sardegna. Durante lo scisma d'Occidente, le curie papali di Roma e di Avignone nominarono dei propri vescovi per la sede di Ales.
Durante l'episcopato di Bernardo di Michele la diocesi di Ales fu unita temporaneamente a quella di Terralba; questa prima unione ebbe termine nel 1475. L'unione divenne definitiva nel 1503.

### Terralba
Anche la diocesi di Terralba, come quella di Uselli, fu eretta nell'ambito della riorganizzazione delle circoscrizioni ecclesiastiche sarde nella seconda metà dell'XI secolo, quando fu istituita la provincia ecclesiastica di Arborea. La diocesi si estendeva sulle curatorie di Bonurzoli e di Parte Montis.
Il primo vescovo documentato è Mariano, che nel 1144 consacrò la cattedrale, come attesta la lapide commemorativa dell'evento. Dopo di lui è noto il vescovo Ildebrandino, menzionato, assieme a Murrellu di Uselli, nel condaghe di Santa Maria di Bonarcado (1146). Anche per Terralba, la cronotassi episcopale diventa regolare solo a partire dal XIV secolo.
Tra gli ordini presenti in diocesi, sono da segnalare i Vallombrosani, che nel XII secolo fondarono il monastero di San Michele di Tamis, i cui ruderi si trovano oggi nel territorio del comune di Masullas.
La diocesi estendeva la propria giurisdizione sulle parrocchie dei villaggi di: Arbus, Arcidano Magno (San Nicolò Arcidano), Architano Parvo, Cansella, Cracargia (Cargi), Fluminimaggiore, Fontana de Urgo, Forru (Collinas), Genna, Genusi, Gonnosfanadiga, Gonnoscodina, Gonnostramatza, Gozula, Gulsuè, Guspini, Marrubiu, Monreale, Pabillonis, Pardu, Pompu, San Gavino Monreale, Sardara, Serdis de Monte, Serru, Serzela, Sey, Simala, Tamis, Taverna, Terralba, Uras, Uta Passaris, Villa d'Abbas, Villa Jaca e Zuradili.
La diocesi era scarsa di rendite. Per questo motivo il vescovo Giovanni Rubeo (Rossi) (1332-1356) ricevette dalla curia papale una pensione annua per il suo sostentamento. Già unite tra il 1444 ed il 1475, le diocesi di Terralba e Ales furono unite in via definitiva nel 1503.

### Le sedi unite
Le due sedi di Ales e Terralba furono unite aeque principaliter da papa Giulio II l'8 dicembre 1503 con la bolla Aequum reputamus, dando attuazione ad una decisione già presa dal suo predecessore papa Alessandro VI. La sede delle diocesi unite fu posta in Ales ed il primo vescovo fu Giovanni Sanna, che governò a partire dal 1507, dopo la morte dell'ultimo vescovo di Ales, Giovanni Crespo.
Per un breve periodo durante l'unione, la sede passò a Masullas.
Tra i vescovi di Ales e Terralba si distinsero in particolare: Andrea Sanna (1521-1534), che ricoprì la carica di inquisitore del regno di Sardegna; Pedro del Frago Garcés (1562-1566), teologo al concilio di Trento, e che per primo in tutta l'isola celebrò un sinodo diocesano dopo il concilio; Miguel Beltrán (1648-1643), fondatore dei monti di credito, per combattere l'usura, e dei monti frumentari, per agevolare il lavoro dei contadini; Domenico Cugia (1684-1691), che ricostruì la cattedrale; Francesco Masones y Nin (1693-1704), che istituì il seminario diocesano; Giuseppe Maria Pilo (1761-1786), che favorì l'istituzione di scuole in molte delle parrocchie della diocesi e la costruzione dei cimiteri fuori dai centri abitati; Francesco Zunnui Casula (1867-1893), teologo del concilio Vaticano I e sostenitore del dogma dell'Immacolata Concezione.
Per una speciale concessione dei re spagnoli, confermata dai re sabaudi, dal 1644 al 1866 i vescovi furono scelti esclusivamente fra il clero sardo. A causa dell'imperversare della malaria, da maggio a novembre i parroci si facevano spesso sostituire da vicari, dietro una magra ricompensa, a danno della cura pastorale dei fedeli; «nel 1720, questa pratica era applicata in trentadue delle quarantatré parrocchie della diocesi». Anche i vescovi lasciavano la loro sede preferendo località più salubri fuori diocesi; questa usanza ebbe termine con il vescovo Giuseppe Maria Pilo, il quale, in accordo con l'arcivescovo di Cagliari, scambiò la ricca parrocchia di Villamar con la meno ambita ma più salubre località di Villacidro, dove il prelato fece costruire la nuova residenza vescovile estiva.
Nell'Ottocento, a causa dei difficili rapporti fra Stato e Chiesa, la diocesi rimase vacante per lunghi periodi. Nel 1867, il vescovo Francesco Zunnui Casula dovette affrontare una grave crisi finanziaria che colpì la diocesi a causa delle leggi sabaude di incameramento del patrimonio ecclesiastico, che portò alla perdita delle abituali fonti di reddito e di sostentamento del clero.
Il 30 giugno 1981, con la lettera apostolica Qui semper, papa Giovanni Paolo II ha confermato la Beata Maria Vergine, venerata con il titolo di Santa Maria delle Acque, patrona principale delle diocesi.
Il 30 settembre 1986, con il decreto Instantibus votis della Congregazione per i vescovi, la Santa Sede ha stabilito la plena unione delle due diocesi, ridotte ad una sola con il nome di Ales-Terralba, con un solo capitolo, una sola curia ed una sola cattedrale.
Dal 3 luglio 2021 è unita in persona episcopi all'arcidiocesi di Oristano.

## Cronotassi dei vescovi
Si omettono i periodi di sede vacante non superiori ai 2 anni o non storicamente accertati.

### Vescovi di Uselli (Ales)
- Anonimo † (al tempo di Gregorio Magno)[7]
- Pello (o Rello o Murrellu) † (menzionato nel 1146)
- Mauro † (menzionato nel 1182)[8]
- Comita Pais † (menzionato nel 1182)
- Mariano † (menzionato nel 1206)
- Giovanni Marras † (prima del 1230 - dopo il 1237)
- Anonimo † (menzionato nel 1263)
- Roberto Drago, O.P. † (1312 - 1320 deceduto)
- Giovanni † (menzionato nel luglio 1330)
- Giovanni di Vieri † (27 luglio 1330 - 1367 deceduto)
- Giacomo † (16 agosto 1367 - 1373 dimesso)
- Obbedienza romana e pisana:
  - Cristoforo † (menzionato prima del 1396)
  - Gomezio †
  - Antonio di Roma † (28 novembre 1396 - 1402 deposto)
  - Giacomo II † (9 ottobre 1402 - 3 agosto 1403 nominato vescovo di Lavello)
  - Giovanni III † (3 agosto 1403 - ?)
  - Pietro Spinola, O.S.B. † (11 luglio 1413 - ?)
- Obbedienza avignonese:
  - Pietro † (27 aprile 1412 - 8 ottobre 1414 nominato arcivescovo di Cagliari)
- Bernardo o Leonardo Rubeo † (25 aprile 1418 - 1421 deceduto)
- Giovanni da Campolongo, O.Carm. † (14 marzo 1421 - 1425 deceduto)
- Giacomo da Villanova, O.F.M. † (12 dicembre 1425 - 1439 deceduto)
- Juan García de Aragón, O.P. † (1º luglio 1439 - 5 ottobre 1444 nominato vescovo di Siracusa)
- Bernardo Michele, O.P. † (16 ottobre 1444 - 1º ottobre 1454 deceduto)
- Antonio di Vich † (18 dicembre 1454 - 1455)
- Giovanni di Magarola † (1457 - 1463)
- Giovanni de la Bona † (18 dicembre 1463 - 1484 deceduto)
- Pere García † (21 luglio 1484 - 14 giugno 1490 nominato vescovo di Barcellona)
- Michele Danyon † (14 giugno 1490 - 1493 deceduto)
- Giovanni Crespo o Crispi, O.E.S.A. † (2 ottobre 1493 - 18 gennaio 1507 deceduto)

### Vescovi di Terralba
- Mariano † (menzionato nel 1144)
- Ildebrandino o Alibrandino † (menzionato nel 1146)
- Mariano o Mariniano Zorrachi † (prima del 1182 - dopo il 1206)
- Torchitorio de Muru † (circa 1210 - 30 ottobre 1224 nominato arcivescovo di Oristano)
- Guantino da Siuru (Costantino) † (prima del 1228 - dopo il 1248)
- Anonimo † (documentato nel 1252)
- Anonimo † (menzionato nel 1254)
- Anonimo † (menzionato nel 1263)
- Furato † (menzionato nel 1300)
- Oddone della Sala, O.P. † (14 marzo 1300 - 7 febbraio 1302 nominato vescovo di Pola)
- Roberto Vacca, O.F.M. † (1º settembre 1302 - 1329 deceduto)
- Martino, O.S.A. † (20 ottobre 1329 - 1332 deceduto)
- Giovanni Rossi, O.Carm. † (6 aprile 1332 - 1356 deceduto)
- Guglielmo d'Aragona, O.P. † (15 giugno 1356 - 1364 deceduto)
- Giovanni II † (13 settembre 1364 - 1389 deceduto)
- Obbedienza avignonese:
  - Pietro Ferrari, O.F.M. † (17 settembre 1389 - 1412)
  - Guglielmo Vacca, O.P. † (16 settembre 1412 - 1419)
- Obbedienza romana e pisana:
  - Francesco Pasarino † (25 ottobre 1378 - 1388)
  - Fennis † (menzionato il 5 novembre 1386 - 1409)
  - Francesco † (menzionato nel 1409 - 1411)
  - Francesco di Roma, O.E.S.A. † (5 ottobre 1411 - 1412)
- Matteo Serra, O.P. † (21 giugno 1419 - 1425 deceduto)
- Domenico Di Giovanni, O.P. † (28 febbraio 1425 - 1436)
- Giacomo Fortesa † (27 giugno 1436 - 1443)
  - Biagio Pyn, O.F.M. † (ottobre 1442 - ?) (antivescovo)
- Giovanni de Aranda, O.E.S.A. † (6 settembre 1443 - 16 ottobre 1444 nominato vescovo titolare di Gabala)
  - Sede unita ad Ales (1444-1475)
- Giovanni Pellis † (18 agosto 1475 - 1484 deceduto)
- Giovanni Orient, O.F.M. † (22 settembre 1484 - 1503 deceduto)
  - Sede vacante (1503-1507)

### Vescovi di Ales e Terralba
- Giovanni Sanna † (27 gennaio 1507 - 23 gennaio 1516 nominato arcivescovo di Sassari)[9]
- Andrea Sanna † (10 maggio 1521 - 3 agosto 1554 nominato arcivescovo di Oristano)
  - Sede vacante (1554-1557)
- Gerardo Dedoni † (10 dicembre 1557 - ? deceduto)
- Pedro del Frago Garcés † (6 novembre 1562 - 20 dicembre 1566 nominato vescovo di Alghero)
- Lorenzo di Villa, O.F.M. † (menzionato nel 1567)
- Miguel Maigues o Manríquez, O.S.A. † (13 dicembre 1568 - ? deceduto)
- Giovanni Cannavera o Cascavera, O.F.M.Conv. † (1º agosto 1572 - 1573 deceduto)
- Giovanni Manca † (8 ottobre 1574 - ? deceduto)
- Pedro Clement, O.Carm. † (23 gennaio 1585 - 1601 deceduto)
- Antonio Surreddu † (13 agosto 1601 - agosto 1605 deceduto)
- Lorenzo Nieto, O.S.B. † (17 aprile 1606 - 12 agosto 1613 nominato vescovo di Alghero)
- Diego de Borja, O.F.M. † (26 agosto 1613 - 1615 deceduto)
- Gavino Manconi † (30 maggio 1616 - 1634 deceduto)
- Melchiorre Pirella † (7 maggio 1635 - 19 luglio 1636[10] deceduto)
- Miguel Beltrán † (13 settembre 1638 - 1643 deceduto)
- Antonio Manunta † (18 aprile 1644 - ottobre 1662 deceduto)
- Giovanni Battista Brunengo † (13 agosto 1663 - novembre 1679 deceduto)
- Serafino Esquirro † (15 luglio 1680 - 1681 deceduto)
- Domenico Cugia † (10 aprile 1684 - 1691 deceduto)
- Francesco Masones y Nin † (2 gennaio 1693 - 15 settembre 1704 nominato arcivescovo di Oristano)
- Isidoro Masones y Nin † (15 dicembre 1704 - gennaio 1724 deceduto)
- Salvatore Ruju † (17 marzo 1727 - gennaio 1728 deceduto)
- Giovanni Battista Sanna † (14 giugno 1728 - gennaio 1736 deceduto)
- Antonio Giuseppe Carcassona † (26 settembre 1736 - 1º maggio 1760 deceduto)
- Giuseppe Maria Pilo, O.Carm. † (25 maggio 1761 - 1º gennaio 1786 deceduto)
- Michele Antonio Aymerich † (15 settembre 1788 - 23 luglio 1806 deceduto)
  - Sede vacante (1806-1819)
- Giuseppe Stanislao Paradiso † (29 marzo 1819 - 4 settembre 1822 deceduto)
  - Sede vacante (1822-1828)
- Antonio Raimondo Tore † (28 gennaio 1828 - 2 ottobre 1837 nominato arcivescovo di Cagliari)
  - Sede vacante (1837-1842)
- Pietro Vargiu † (22 luglio 1842 - 3 agosto 1866 deceduto)
- Francesco Zunnui Casula † (22 febbraio 1867 - 16 gennaio 1893 nominato arcivescovo di Oristano)
- Palmerio Garau Onida † (12 giugno 1893 - 27 marzo 1906 deceduto)
  - Sede vacante (1906-1910)
- Francesco Emanuelli † (29 agosto 1910 - 10 ottobre 1947 deceduto)
- Antonio Tedde † (5 febbraio 1948 - 6 agosto 1982 deceduto)
- Giovanni Paolo Gibertini, O.S.B. † (23 marzo 1983 - 30 settembre 1986 nominato vescovo di Ales-Terralba)

### Vescovi di Ales-Terralba
- Giovanni Paolo Gibertini, O.S.B. † (30 settembre 1986 - 11 luglio 1989 nominato vescovo di Reggio Emilia-Guastalla)
- Antonino Orrù † (9 aprile 1990 - 5 febbraio 2004 ritirato)
- Giovanni Dettori (5 febbraio 2004 - 10 febbraio 2016 ritirato)
- Roberto Carboni, O.F.M.Conv. (10 febbraio 2016 - 4 maggio 2019 nominato arcivescovo di Oristano)
  - Sede vacante (2019-2021)[11]
- Roberto Carboni, O.F.M.Conv., dal 3 luglio 2021 (per la seconda volta)

## Statistiche
La diocesi nel 2022 su una popolazione di 88 868 persone contava 88 413 battezzati, corrispondenti al 99,5% del totale.
| anno | popolazione | popolazione | popolazione | presbiteri | presbiteri | presbiteri | presbiteri                | diaconi | religiosi | religiosi | parrocchie |
| anno | battezzati  | totale      | %           | numero     | secolari   | regolari   | battezzati per presbitero | diaconi | uomini    | donne     | parrocchie |
| ---- | ----------- | ----------- | ----------- | ---------- | ---------- | ---------- | ------------------------- | ------- | --------- | --------- | ---------- |
| 1905 | 59 530      | ?           | ?           | 102        | 102        |            | ?                         |         | ?         | ?         | 42         |
| 1959 | 100 000     | 100 000     | 100,0       | 85         | 80         | 5          | 1 176                     |         | 6         | 78        | 45         |
| 1969 | 104 310     | 104 310     | 100,0       | 93         | 89         | 4          | 1 121                     |         | 11        | 132       | 46         |
| 1980 | 100 005     | 100 190     | 99,8        | 75         | 71         | 4          | 1 333                     |         | 6         | 102       | 61         |
| 1990 | 104 250     | 104 500     | 99,8        | 75         | 71         | 4          | 1 390                     |         | 5         | 128       | 56         |
| 1999 | 102 981     | 102 981     | 100,0       | 76         | 69         | 7          | 1 355                     | 2       | 8         | 115       | 57         |
| 2000 | 102 621     | 102 900     | 99,7        | 76         | 69         | 7          | 1 350                     | 2       | 8         | 110       | 57         |
| 2001 | 102 539     | 102 803     | 99,7        | 77         | 71         | 6          | 1 331                     | 2       | 7         | 106       | 57         |
| 2002 | 104 024     | 104 364     | 99,7        | 78         | 72         | 6          | 1 333                     | 2       | 7         | 106       | 57         |
| 2003 | 101 546     | 102 016     | 99,5        | 79         | 71         | 8          | 1 285                     | 5       | 8         | 109       | 57         |
| 2004 | 101 377     | 101 700     | 99,7        | 78         | 72         | 6          | 1 299                     | 5       | 6         | 107       | 57         |
| 2006 | 100 866     | 101 232     | 99,6        | 70         | 70         |            | 1 440                     | 5       |           | 101       | 57         |
| 2010 | 100 277     | 100 608     | 99,6        | 79         | 74         | 5          | 1 269                     | 5       | 5         | 93        | 57         |
| 2012 | 99 336      | 99 598      | 99,7        | 70         | 65         | 5          | 1 419                     | 5       | 5         | 91        | 57         |
| 2015 | 93 675      | 93 931      | 99,7        | 68         | 64         | 4          | 1 377                     | 5       | 4         | 86        | 57         |
| 2018 | 94 413      | 94 660      | 99,7        | 62         | 56         | 6          | 1 522                     | 5       | 6         | 86        | 57         |
| 2020 | 91 387      | 91 535      | 99,8        | 61         | 54         | 7          | 1 498                     | 5       | 7         | 76        | 57         |
| 2022 | 88 413      | 88 868      | 99,5        | 61         | 54         | 7          | 1 449                     | 5       | 7         | 76        | 57         |